# Enzo Enzo
Körin Ternovtzeff, dite Enzo Enzo (prononcé en français : [ɛn.zo ɛn.zo]; en italien prononcé : [ˈɛntso ˈɛntso]), née le 29 août 1959 à Paris, est une auteure-compositrice-interprète française.

## Biographie

### Jeunesse et débuts
Körin Ternovtzeff nait au sein d'une famille d'origine russe. En 1978, alors qu'elle travaille occasionnellement comme machiniste itinérante sur les éclairages du groupe Téléphone, elle rencontre le guitariste Olive, ami d'enfance de Jean-Louis Aubert.
Olive cherche alors à monter son propre groupe et décide de travailler avec Körin. De 1981 à 1985, elle sera donc bassiste du trio Lili Drop dont le chanteur est Olive et la batteuse Violaine. Le groupe est très présent sur la scène française du début des années 1980 et connaît quelques succès dont Sur ma mob. En 1982, sous le nom de « Korïn Noviz », elle enregistre un premier 45 tours avec les titres Je veux jouer à tout et China girl. Le disque est produit par Laurent Sinclair, membre de Taxi Girl.

### Enzo Enzo

#### Années 1980-1990
En 1984, elle sort un second 45 tours, cette fois-ci sous le nom d'Enzo Enzo, et sur lequel on trouve les titres Blanche neige et Oiseau de malheur. En 1988, elle sort un troisième simple : Pacifico. En 1990 sort son premier album, Enzo Enzo, réalisé par François Bréant, en compagnie entre autres de Jean-Michel Kajdan, à la guitare. Il sera édité à 100 000 exemplaires. Le premier extrait de l'album, Les Yeux ouverts, se vend à plus de 75 000 exemplaires. Sa première tournée en 1992 l'emmène sur les routes de France et d'Europe ainsi qu'au Japon et à Montréal pour les Francofolies locales. En 1993 elle écrit les paroles de la chanson du générique du film d'Élie Chouraqui Les Marmottes. La musique est de Gabriel Yared. En 1994, elle sort Deux, son deuxième album, tiré cette fois-ci à 350 000 exemplaires. Les Victoires de la musique la couronnent artiste féminine de l'année et Meilleure chanson de l'année pour Juste quelqu'un de bien, écrite par Kent.  
En avril 1995, elle paraît dans son rôle de chanteuse dans le film Haut bas fragile, réalisé par Jacques Rivette, et interprète quelques titres de l'album Deux. Les musiques du film sont de François Bréant. En février 1997 sort son troisième album Oui. En 1998, elle enregistre la chanson du générique du téléfilm La Clé des champs composée par Jean-Claude Vannier. Elle est sélectionnée dans la catégorie « Meilleure artiste féminine » aux Victoires de la musique. Au mois d'octobre débute la tournée Enfin seuls !, en duo avec Kent. Cette tournée s'achève en mai 1999 et l'album de la tournée est édité en fin d'année.

#### Années 2000-2010
En 2001, sort son quatrième album solo Le jour d'à côté réalisé par Jacques Bastello, album aux arrangements plus pop que les précédents, dont cinq titres sont écrits par Allain Leprest, et deux composés par Romain Didier. S'ensuit une tournée en Asie du Sud-Est (Thaïlande, Cambodge, Birmanie, Singapour, Indonésie) puis en France. 
Elle est promue cette même année officier des Arts et des Lettres[réf. nécessaire]. 
En 2004, sort son cinquième album Paroli. Ce titre est inspiré de l'expression Faire un paroli, qui signifie jouer et rejouer tant qu'on gagne dans le jargon des parieurs[réf. nécessaire]. Pour la première fois, Daniel Lavoie, Daniel Mille, de même que Serge Lama, participent à l'écriture. Une tournée « piano voix » de plus de trois ans suit la sortie de l'album, en duo avec le pianiste Angelo Zurzolo et mise en scène par Nery. On y redécouvre une artiste devenue mutine et épanouie, qui boit l'eau des fleurs et s'endort sur le piano.
En 2006, elle se produit au Festival des musiques sacrées du monde à Fès, au Maroc, accompagnée par un chœur d'enfants et un orchestre à cordes. Elle est l'interprète, sur des textes d'Allain Leprest, de Cantate pour un cœur bleu, commandée à et composée par Romain Didier.
En décembre 2007 sort son sixième album « studio » Chansons d'une maman (légendé « ...pour les enfants qui ont des mamans et des papas qui aiment les chansons de leurs papas et de leurs mamans. Et inversement. » Il est constitué d'une série de reprises de chansons (parues dans la période 1931-1958) qui ont émaillé la toute jeunesse de la chanteuse par la voix de ses parents et grands-parents. L'idée qui a donné naissance à l'album était de transmettre aux générations futures ce patrimoine de chansons gaies, légères sans être bêtifiantes et « charmantes et bien écrites ». Selon ses propos, « ce ne sont pas des comptines [...] un peu tartignoles. [...] Ce sont plutôt des chansons du répertoire [...], marrantes et qui s'adressent aux enfants ».. C'est au pianiste Angelo Zurzolo, qui a suivi Enzo Enzo sur sa précédente tournée « piano voix », qu'on doit les arrangements, l'enregistrement et le mixage de l'album.
En 2008, Enzo Enzo sort un album particulier, comme conteuse, avec son amie Brigitte Lecordier dans le rôle de l'enfant, Mouki. Trois des Histoires comme ça de Rudyard Kipling sont retraduites puis adaptées par Yves Lecordier. Enzo Enzo demande à son ami Romain Didier d'en composer la musique, les chansons et les comptines. Il l'avait lui-même invitée à tenir le rôle de La Fée bleue dans l'opéra pour enfants Pinocchio court toujours dont le livret a été confié à Pascal Mathieu.
En octobre 2009 sort Clap ! qui, dans la ligne de l'album précédent, puise dans les souvenirs d'enfance de l'artiste et est constitué d'un ensemble de reprises de chansons thèmes de films et comédies musicales. Une création pour la scène mise en scène à nouveau par Nery, avec un pianiste et un guitariste voit le jour dans un décor de cuisine pour 17 représentations au théâtre Antoine-Vitez à Ivry-sur-Seine, avant de partir en tournée, dont les Francofolies de La Rochelle en juillet 2010. En novembre sort une compilation des cinq albums parus chez BMG, ainsi que quelques extraits plus rares, faces B, versions inédites, ou le titre Je hais les gosses jusqu'alors disponible uniquement sur internet.
En mars 2010, l'album Têtue, réalisé par Mathias Duplessis et Angelo Zurzolo, paraît chez Naïve Records. Une création qu’elle présente à L'Européen pour ensuite partir en tournée. De nouveaux auteurs ou compositeurs entourent Enzo Enzo, dont Julien Clerc, et Bertrand Pierre (du groupe Pow woW). En février 2012, elle est (avec Jeanne Cherhal), présidente du jury du Prix Georges-Moustaki, à Paris. Elle joue de septembre 2012 à janvier 2013 au théâtre Michel dans la nouvelle pièce de Didier Caron Un pavé dans la cour, mise en scène par l'auteur. Finalement elle ne l'a joué qu'en tournée.
En 2013, elle crée un nouveau spectacle en duo avec Eliott Weingand à la guitare ; en mai 2013, elle crée à Val-de-Reuil le cabaret littéraire Enzo Enzo chante Marie Nimier, spectacle mis en scène par Isabelle de Botton où elle chante et dit des textes de l'écrivain, mis en musique par Art Mengo, Alain Lanty et Daniel Lavoie,,,,,,. 
Début 2017, elle est la marraine bénévole des 500 concerts de chorales de l'événement national Mille Chœurs pour un Regard organisé par l'association Retina France en faveur de la recherche médicale en ophtalmologie avec le soutien de la Sacem, de Retina Implant et des opticiens ATOL. Elle est présente aux côtés des choristes lors de concerts à Marseille, Paris et Nice. Enzo Enzo continue à s'investir aux côtés de Retina France et a pour projet un grand concert avec l'ensemble des marraines et parrains des éditions passées.
Création pour la scène en duo avec Laurent Viel d'un spectacle sur le thème de la famille Chacun sa Famille, qui s'installe au Festival d'Avignon 2018. Auteur Pascal Mathieu. Compositeur Romain Didier.

## Discographie

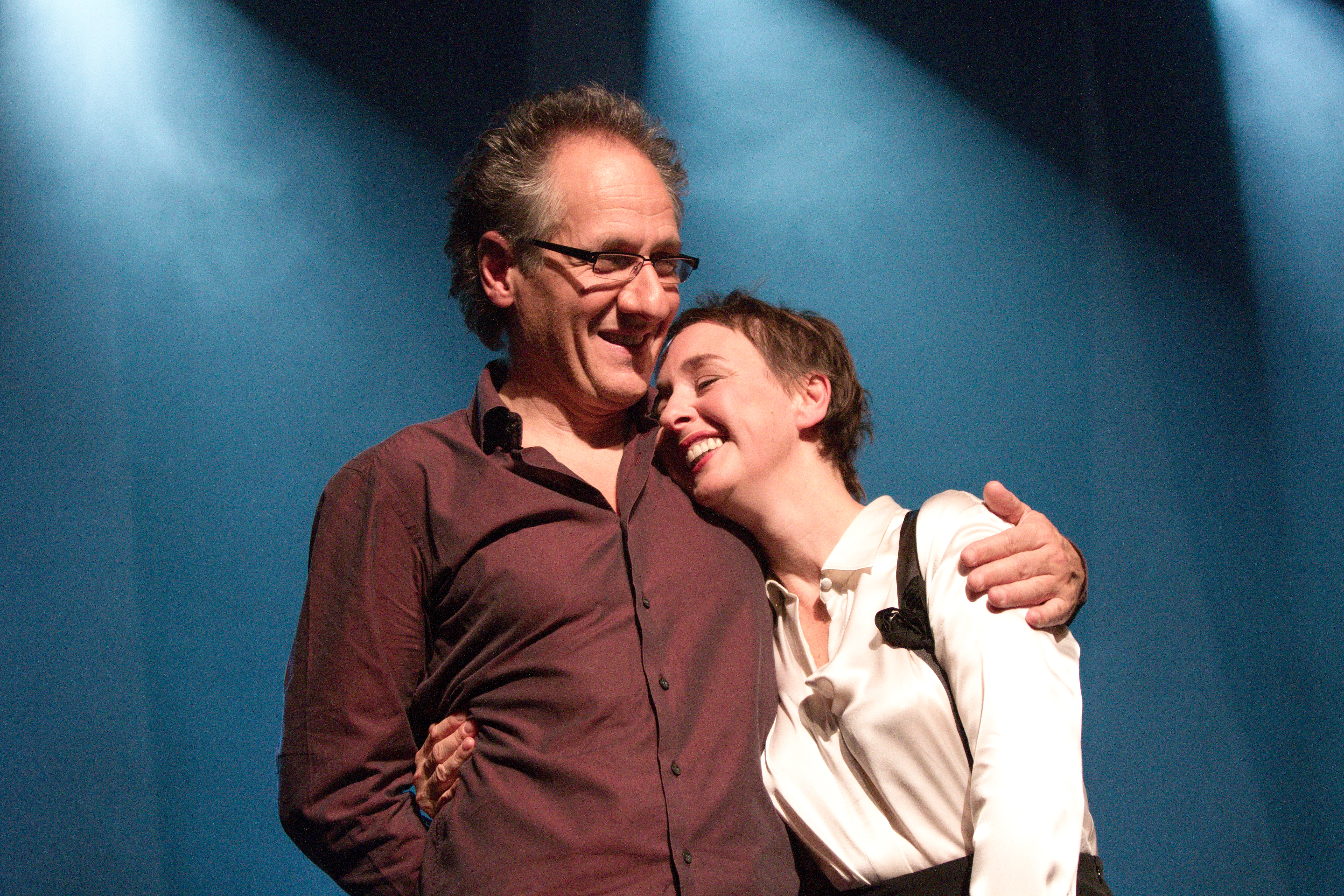
Enzo Enzo et Angelo Zurzolo en concert lors du Festival de la chanson française du Pays d'Aix en octobre 2010.

### Albums
- 1990 : Enzo Enzo (Ariola)| 1.       | A donde voy                    | 04:24 |
| 2.       | Châteaux de sable              | 04:07 |
| 3.       | Les yeux ouverts               | 03:29 |
| 4.       | Tatouée                        | 03:48 |
| 5.       | Abbouakka                      | 04:49 |
| 6.       | Deux minutes de soleil en plus | 03:55 |
| 7.       | Chanson confidentielle         | 03:45 |
| 8.       | Cinéma cinéma                  | 04:21 |
| 9.       | Youssou                        | 03:54 |
| 10.      | 14e étage                      | 03:21 |
| 11.      | Deux minutes de soleil en plus | 03:23 |
| 12.      | Pacifico                       | 03:59 |
| 00:47:18 |                                |       |
- 1994 : Deux (BMG France )| 1.       | Juste quelqu'un de bien              | 04:08 |
| 2.       | Mes malles                           | 03:27 |
| 3.       | Les naufragés volontaires            | 05:46 |
| 4.       | Jour impair (pour une vieille singe) | 03:39 |
| 5.       | La moitié d'une pomme                | 03:13 |
| 6.       | La même lune que moi                 | 03:15 |
| 7.       | Les idées floues                     | 04:17 |
| 8.       | Rêves de compagnie                   | 03:30 |
| 9.       | Ce rien qui nous lie                 | 03:41 |
| 10.      | Hou hou                              | 03:05 |
| 11.      | Une chanson à la cole...             | 04:34 |
| 12.      | Le poison                            | 03:31 |
| 00:46:11 |                                      |       |
- 1997 : Oui (RCA Records)| 1.       | L'amour est un alcool       | 03:33 |
| 2.       | Les idées bizarres          | 02:35 |
| 3.       | Dans tes bras               | 02:36 |
| 4.       | Paris bretelle              | 04:13 |
| 5.       | Youri                       | 03:29 |
| 6.       | Les amours cardiaques       | 04:15 |
| 7.       | Désinvolte                  | 03:00 |
| 8.       | A nos chagrins d'amour      | 02:42 |
| 9.       | Femmes d'artiste            | 02:50 |
| 10.      | Jeudi                       | 03:14 |
| 11.      | Le p'tit vélo qui couine    | 06:28 |
| 12.      | La goualante du pauvre Jean | 03:10 |
| 13.      | Le bord des larmes          | 03:01 |
| 14.      | La chanson de Bilbao        | 07:09 |
| 00:52:21 |                             |       |
- 1999 : Enfin seuls (avec Kent) (Disques Barclay)| 1.       | Gare de Lyon             | 03:38 |
| 2.       | Cette vie qui passe      | 04:35 |
| 3.       | J'ai le Gene Kelly       | 03:26 |
| 4.       | Le bord des larmes       | 03:05 |
| 5.       | Ciel noir, ciel bleu     | 03:18 |
| 6.       | Les taxis du monde       | 03:30 |
| 7.       | Quelle belle entente     | 02:26 |
| 8.       | Valsinette impromptue    | 02:17 |
| 9.       | Les épouvantails         | 03:42 |
| 10.      | Quand on était deux      | 04:29 |
| 11.      | Quand on y pense         | 03:05 |
| 12.      | Enfin seuls              | 03:25 |
| 13.      | Un paradis pour ma pomme | 04:30 |
| 14.      | Tu t'laisses aller       | 04:57 |
| 00:50:29 |                          |       |
- 2001 : Le jour d'à côté (RCA Records)| 1.       | Ils s'adorent                               | 03:20 |
| 2.       | Le grand blanc                              | 03:51 |
| 3.       | A toute berzingue                           | 02:47 |
| 4.       | Un amour humain                             | 03:50 |
| 5.       | Sous ton aile                               | 03:28 |
| 6.       | Ce genre de détail                          | 03:07 |
| 7.       | Qu'est-ce que tu fais dehors à c't'heure là | 03:10 |
| 8.       | Nino                                        | 02:41 |
| 9.       | Mal de terre                                | 03:53 |
| 10.      | Rien ne sèche plus vite qu'une larme        | 03:06 |
| 11.      | Copito de nieve de Barcelone                | 03:52 |
| 12.      | Des gens rêvent                             | 04:27 |
| 00:41:38 |                                             |       |

- 2004 : Paroli (BMG Entertainment)| 1.       | Des roses et des ronces        | 03:12 |
| 2.       | Ni forte ni fragile            | 04:03 |
| 3.       | Que fais tu eve                | 04:53 |
| 4.       | Défaire l'amour                | 03:49 |
| 5.       | Ca me suffit                   | 02:57 |
| 6.       | La petite fille                | 02:57 |
| 7.       | Les grands horizons            | 03:14 |
| 8.       | L'homme de plume, l'homme de p | 04:20 |
| 9.       | Je n'ai pas revé               | 02:49 |
| 10.      | Barbara                        | 02:25 |
| 11.      | Un temps sincère               | 02:25 |
| 12.      | Panne de cœur                  | 03:20 |
| 13.      | Blanche                        | 03:04 |
| 00:43:35 |                                |       |
- 2007 : Chansons d'une maman (Naïve Records)| 1.       | Le Loup, la Biche et le Chevalier (Une Chanson Douce) (1950)                      | 03:47 |
| 2.       | Parce que ça me donne du courage (1948)                                           | 03:30 |
| 3.       | Rossignol de mes amours (1952)                                                    | 03:30 |
| 4.       | Papa n'a pas voulu (1933)                                                         | 03:24 |
| 5.       | C'est une petite étoile (1935)                                                    | 03:19 |
| 6.       | Ballade irlandaise (1958)                                                         | 02:52 |
| 7.       | La révolte des Jjoujoux (1936)                                                    | 03:23 |
| 8.       | Aujourd'hui peut-être (1946)                                                      | 03:43 |
| 9.       | Un soir à la Havane (1931)                                                        | 02:23 |
| 10.      | Prière à Zumba (1939)                                                             | 02:37 |
| 11.      | Adieu Madras Adieu Foulards (Traditionnel)                                        | 03:31 |
| 12.      | Le Loup, la Biche et le Chevalier (Une Chanson Douce) (1950) - version A cappella | 01:45 |
| 13.      | Que sera (1956) - version A cappella                                              | 01:23 |
| 00:39:06 |                                                                                   |       |
- 2008 : Trois histoires comme ça (RCA Records)| No | Titre | Durée |
| -- | ----- | ----- |

- 2009 : Clap ! (Naïve Records)| No | Titre | Durée |
| -- | ----- | ----- |

- 2010 : Têtue (Naïve Records)| No | Titre | Durée |
| -- | ----- | ----- |
- 2011 : Chansons d'une maman pour culottes courtes (Naïve Records)| No | Titre | Durée |
| -- | ----- | ----- |
- 2021 : Eau calme (CMA Music)| No  | Titre                          | Durée    |
| --- | ------------------------------ | -------- |
| 1.  | Des jours avec, des jours sans | 00:03:03 |
| 2.  | Ciel noir, ciel bleu           | 00:02:19 |
| 3.  | Notre amour                    | 00:03:25 |
| 4.  | La nuit s'éteint               | 00:03:04 |
| 5.  | Je lis dans ton sommeil        | 00:04:14 |
| 6.  | Je n'ai pas rêvé               | 00:03:22 |
| 7.  | Juste quelqu'un de bien        | 00:05:05 |
| 8.  | Balai de crin                  | 00:02:41 |
| 9.  | Arif, vendeur de roses         | 00:03:46 |
| 10. | Les yeux ouverts               | 00:03:08 |
| 11. | Edith                          | 00:03:13 |
| 12. | Le banquet des abysses         | 00:05:19 |
| 13. | Légère                         | 00:03:25 |
| 14. | Accostez-moi                   | 00:03:19 |
- 2024 : Pantoum (CMA Music)

### Compilations
- 2009 : Best of toutim
- 2002: Les Essentiels (BMG France/RCA)

### Singles
- 1982 : Je veux jouer à tout /  China Girl (Körin Noviz)
- 1984 : Blanche neige / Oiseau de malheur
- 1988 : Pacifico
- 1990 : Les Yeux ouverts
- 1991 : Deux minutes de soleil en plus
- 1992 : A donde voy?
- 1993 : Parler
- 1994 : Juste quelqu'un de bien
- 1994 : La même lune que moi
- 1995 : Les Naufragés volontaires
- 1997 : Les Idées bizarres
- 1997 : À nos chagrins d'amour
- 1998 : L'Amour est un alcool
- 1999 : Enfin seuls ! (avec Kent)

### Duos et participations
- 1991 : Ni plus ni moins (en duo avec Kent - enregistré en public)
- 1992 : Où en sont-ils dehors ? (en duo avec Jacques Haurogné)
- 1996 : Donne du rhum à ton homme (en duo avec Georges Moustaki, dans l'émission Taratata)
- 2003 : D'aventures en aventures (en duo avec Serge Lama, tiré de l'album Pluri-elles de ce dernier)
- 2006 : Cantate pour un cœur bleu (avec Allain Leprest, Romain Didier et Jean-Louis Trintignant)
- 2007 : Édith (dans Chez Leprest, album hommage à Allain Leprest)
- 2008 : Le bonheur (DVD live avec Maurane)
- 2010 : Pinocchio court toujours, conte musical de Romain Didier : interprétation du rôle de la Fée bleue
- 2011 : La Javanaise sur l'album Gainsbourg Latino d'Iyansa
- 2013 : La soustraction en duo avec Nicolas Peyrac sur son album Et nous voilà !
- 2014 : Toi femmes (court métrage) de Micheline Abergel et Josselin Mahot